# 麻婆豆腐

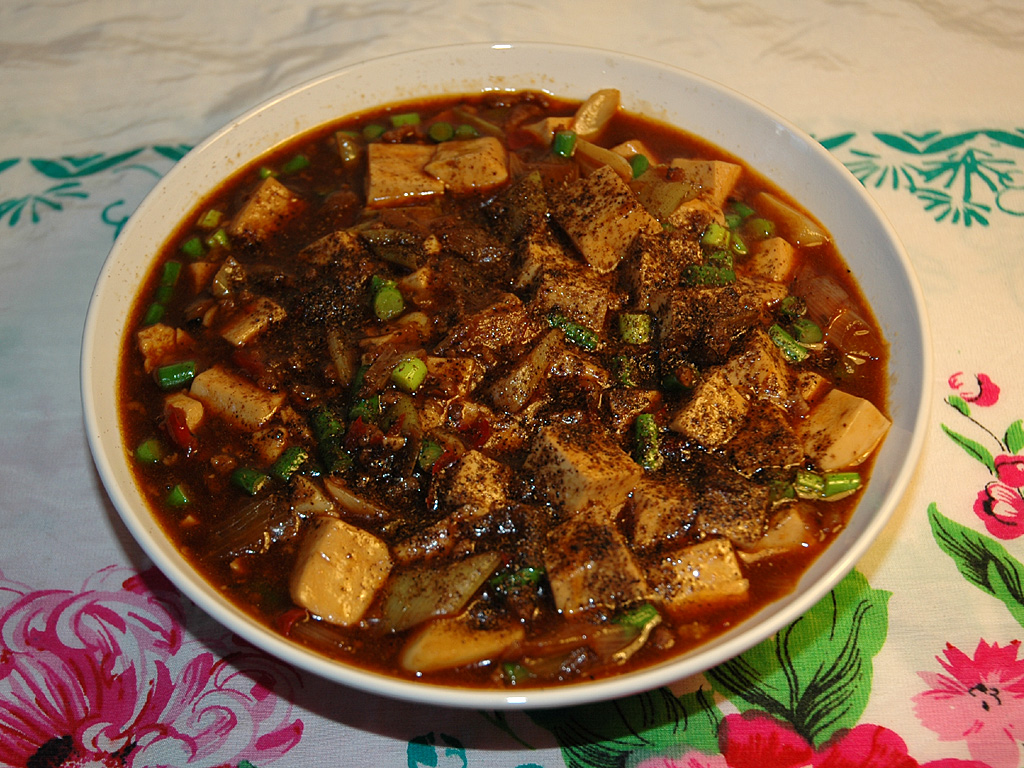
本場四川料理の麻婆豆腐。

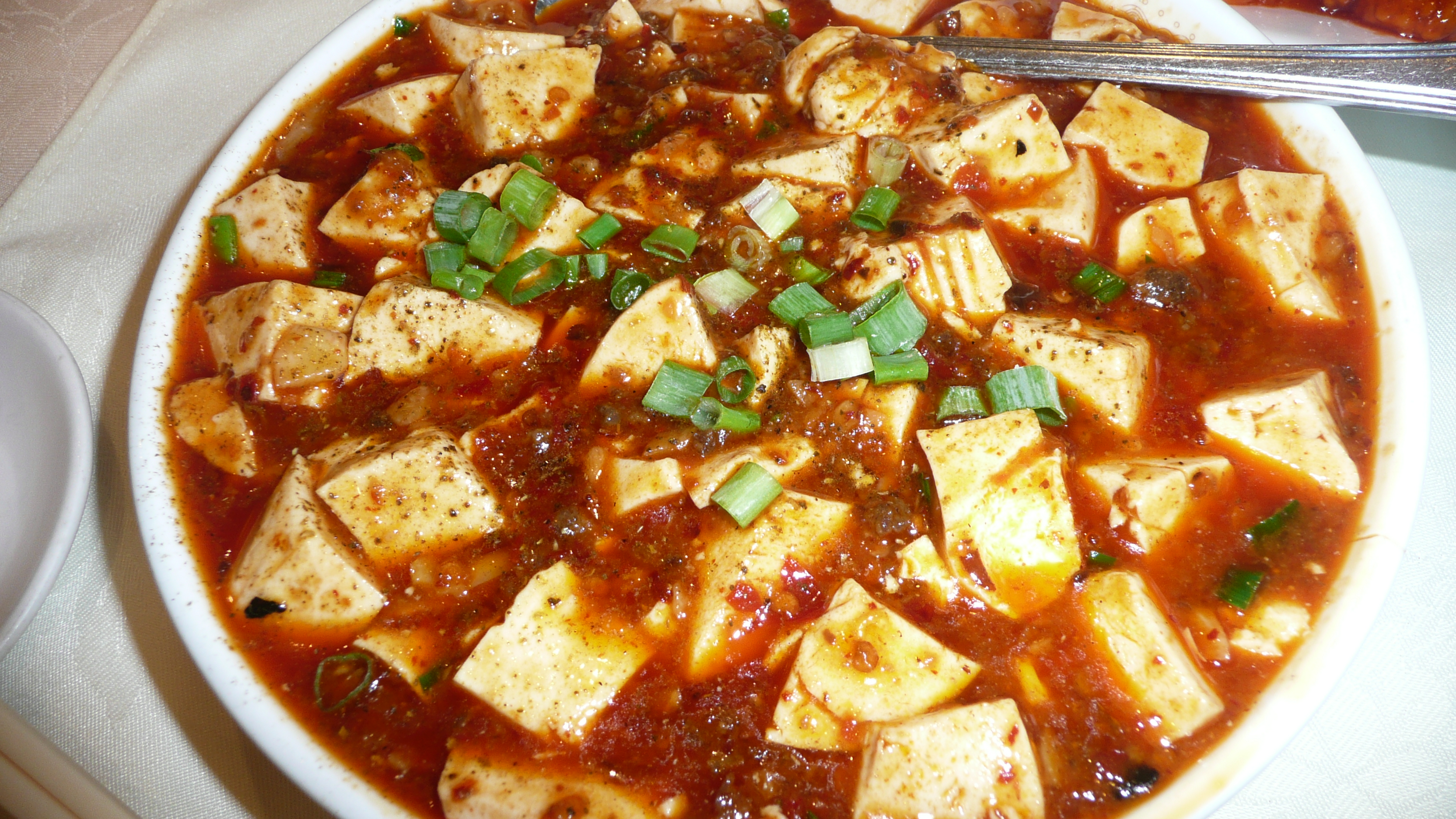
香港の麻婆豆腐。日本と同じく辛さが抑えられている

麻婆豆腐（マーボーどうふ）は、中華料理（四川料理）の1つで、挽肉と赤唐辛子・花椒（ホアジャオ、山椒の同属異種)・豆板醤（トウバンジャン、豆瓣醤）、豆豉（豆豉）などを炒め、鶏がらスープを入れ豆腐を煮た料理。

## 概要
「麻婆」（マーポー）とは顔にあばた（天然痘による瘢痕）のあるおかみさんの意で、後述する劉氏があばた面だったことに由来する。
唐辛子の辛さである「辣味」（ラーウェイ）と花椒の痺れるような辛さである「麻味」（マーウェイ）を特徴とする。四川省では、花椒は粒で入れるほか、仕上げにも粉にひいたものを、表面が黒くなるほど大量に振りかける。
本品の特徴は、麻（マー）、辣（ラー）、燙（タン）、酥（スー）、嫩（ネン）、鮮（シェン）、香（シアン）に注意を払うことであるとされる。また焼（シャオ、油とスープの煮込み）に似た、少ないスープで材料の水分を引き出す、四川の方言で「火毒」（火ヘンに毒、ドン）という調理法である。
「麻」「辣」は前述通りで四川料理に特徴的なスパイスの使い方。最初にひき肉を炒め周囲が焦げるくらい火を通す工程で肉の生臭みが消え、カリカリと香ばしくなる。これを「酥」という。豆腐はエッジが立つ硬さではなく、しかし崩れぬよう湯通しした柔らかな食感を「嫩」という。「燙」は強い加熱。出汁の旨味を「鮮」といい、香り高いことを「香」という。

## 歴史
1862年、四川省成都の北郊外の北門にある万福橋のそばで陳興盛飯舗という食堂を営む陳富春の妻の陳劉氏が材料の乏しい中、有り合わせの材料で来客（労働者）向けに「红烧豆腐（ホンシャオドウフ）」を作ったのが最初とされる。陳劉氏の顔にはあばた（麻点）があったため、「陳麻婆」と呼ばれていたので、彼女が作る名物の豆腐料理も「陳麻婆豆腐」と呼ばれた。
当初の麻婆豆腐は、先に中華鍋で菜種油を熱してから、唐辛子の粉を入れて辛みと香りを出してからオプションの牛肉と豆豉を入れ、豆腐と水少量を入れて混ぜ、蒸らして味を吸わせてから、最後に花椒の粉を加えたという。
清の周詢は『芙蓉話旧録』に「北門の外に陳麻婆という者がおり、豆腐をうまく料理する。豆腐代に調味料と調理代を含めて、ひと碗の値段は八文。酒や飯も合わせて売っており、もし豚肉や牛肉を入れたければ、客が持参するか、代金を払って用意して貰うことも可。店の屋号は知る人が多くないが、陳麻婆と言えば知らない者はいない。そこまで町から4、5里（2キロメートル余り）あるが、食べに行く者は遠くても気にしない」という内容を記している。
後に店の名前も「陳麻婆豆腐店」と呼ばれるようになり、この陳麻婆豆腐店は中華人民共和国成立後の1956年に成都市飲食公司所有の国営企業となり、商標となってからは国の許可を得た民間の店舗も成都に存在する。また、成都市飲食公司の認可により近年日本にも店舗を出した。中国大陸では文化大革命以降に「古い因習を打破するため」（破四旧）と味の成り立ち（上記の通り唐辛子系の「辣」と花椒系の「麻」の2種類の辛味を用いる為）とから「麻辣豆腐」と改称するように提唱されたこともあるが、現在は「麻婆豆腐」と称する方が一般的である。

## 八つの要素
- 麻 - 挽いた花椒のしびれる味
- 辣 - 唐辛子を使った辛味
- 燙 - アツアツの出来たて
- 捆 - 餡がからんでいる。豆腐一切れの上に餡がある
- 酥 - そぼろがサクサクしている
- 嫩 - 食感がねっとりしている
- 鮮 - 新鮮な豆腐を使用している
- 香 - 調味料スパイスの香りを引き立てている

## 日本における麻婆豆腐
麻婆豆腐を日本で広めたのは陳建民である。陳建民は1952年に来日して、東京に店を構え四川料理を広めようとした際、麻婆豆腐も紹介しようと思いつき、本場と同じ味付けでは受け入れられないと考え、最初は日本人の口に合うように辛さを控えめにして、辛さのなかにまろやかさがあり甘みも感じられる味付けにして提供したところ、日本人客にその味が、一度食べたらクセになる、と評判になった。1981年にはNHKの全国放送の料理番組『きょうの料理』に出演し、家庭向きの麻婆豆腐の作り方を紹介し、日本語の料理本にも頻繁に掲載されるようになり、1980年代に日本の家庭料理のひとつとして定着し、その後は日本メーカーが製造した麻婆豆腐用ソースのレトルトパウチが日本のスーパーで多種類販売されている状態となっている。陳建民亡き後は、息子の陳建一が店舗を引き継ぎ、NHKの同番組で麻婆豆腐の作り方を教え、その後3代目の陳建太郎も同番組で麻婆豆腐の作り方を教えた。
従来、日本のスーパーでは花椒は入手困難で、家庭料理としての麻婆豆腐に花椒が入れられないことが多く、日本メーカーが製造するレトルトパウチの家庭向け麻婆豆腐ソースも花椒控えめのものが多かったが、近年は日本のスーパーに花椒が並ぶようになったので、家庭で各人が好みの量で入れるようになり、花椒の"シビレ感"にやみつきになり大量に入れる人も増えた。店舗の麻婆豆腐は、日本では"本格中華の店"と大衆が通う町中華の店では、かなり味付けが異なっていた。日本の大衆的店舗では辛みを和らげた日本的な麻婆豆腐が人気を呼び、米飯にかけた麻婆丼も広まった。近年の激辛ブームやグルメブームにより、本場四川省とほぼ同じレシピで作る店も登場している。また、本場風の味付けと日本的味付けの両方から選択できる店もある。
「麻婆」の中国語の発音は濁らないマーポー（mapo）だが、日本ではこれをマーボー（mabo）と濁らせて呼んでいる。日本では、麻婆豆腐と同様の味付けを施した麻婆茄子や麻婆春雨が派生料理のように扱われて、日本式中華料理として普及している。しかし、由来となった料理はそれぞれ「魚香茄子」（ユーシアンチエズ）と「螞蟻上樹」（マーイーシャンシュ）という別の風味・調理法の四川料理である。魚香茄子や螞蟻上樹に麻婆豆腐とは関係性なく、また「麻婆」の言葉自体にも、中国語で特定の味付けや調理方法を指す意味は無い。